# Santa Eulalia (Barrio de Santa María)

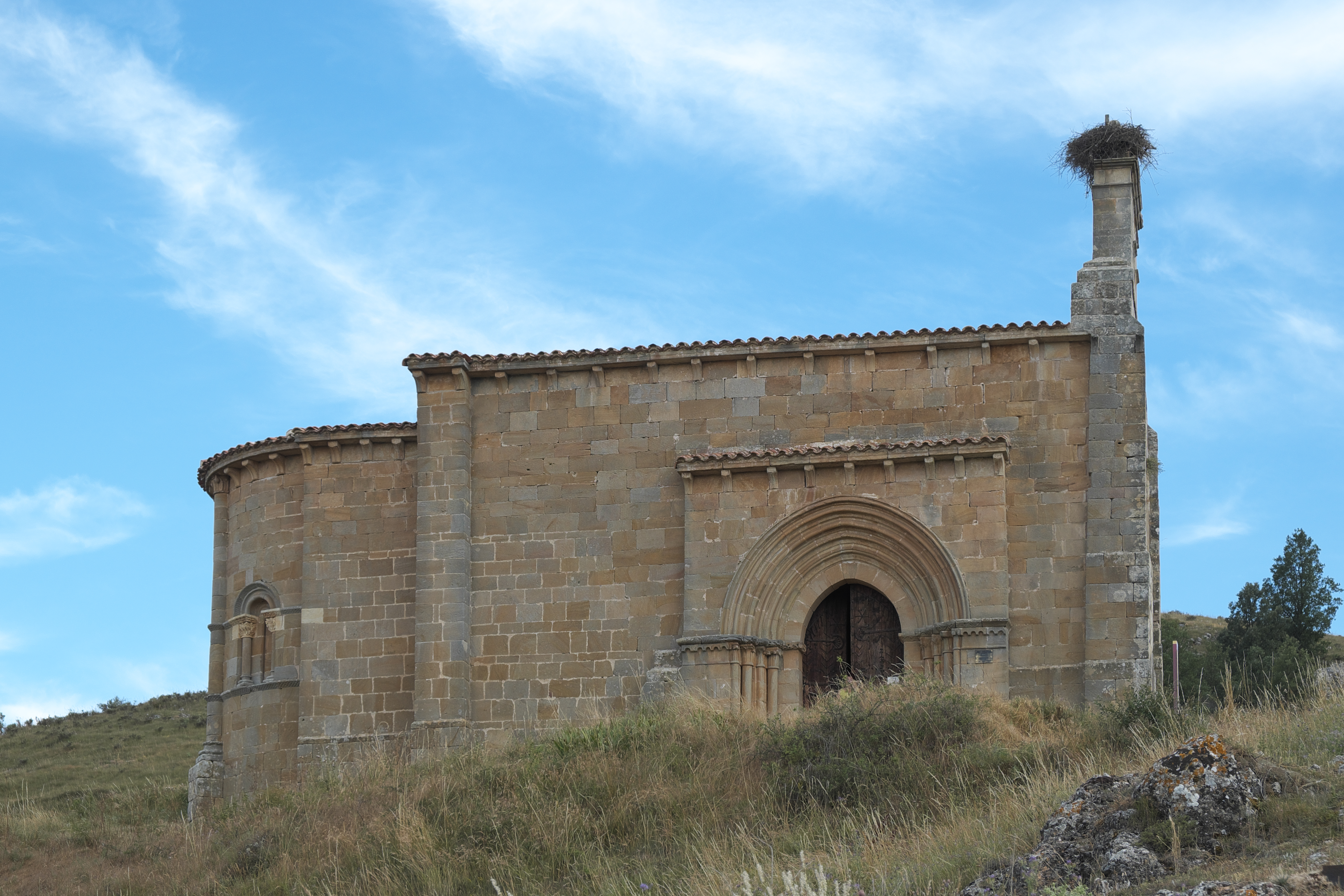
Santa Eulalia, Ansicht von Norden

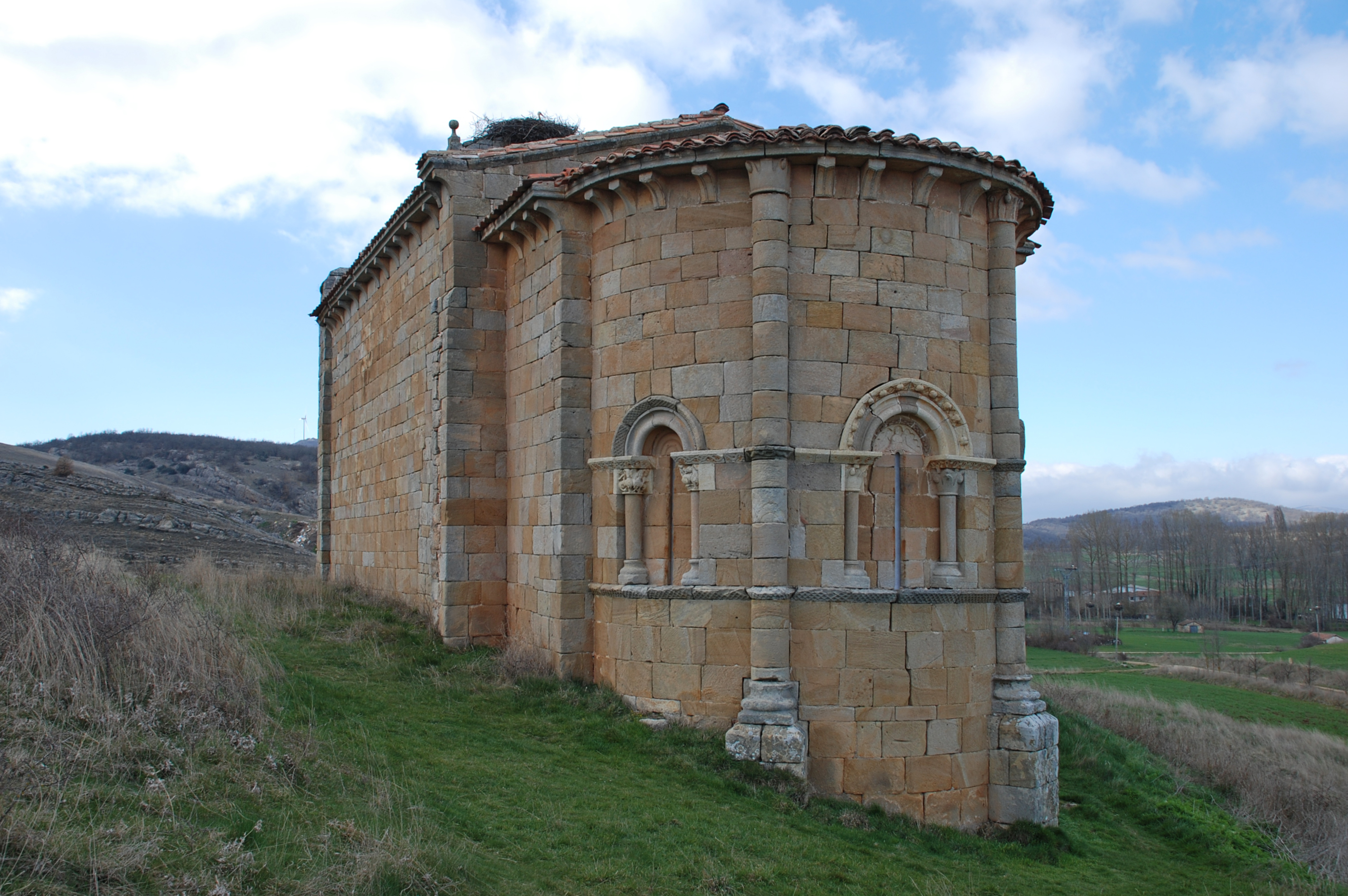
Ansicht von Osten

Die Kirche Santa Eulalia in Barrio de Santa María, einem Ort in der Gemeinde Aguilar de Campoo in der Provinz Palencia der spanischen Autonomen Region Kastilien-León, wurde Ende des 12. oder zu Beginn des 13. Jahrhunderts als Pfarrkirche eines bereits im Mittelalter aufgegebenen Ortes (despoblado) errichtet. Die als ermita (Einsiedelei) bezeichnete Kirche liegt auf einer Anhöhe außerhalb des Ortes, der eine eigene Pfarrkirche besitzt. 1966 wurde die Kirche, in der sich romanische Wandmalereien erhalten haben, zum Baudenkmal (Bien de Interés Cultural) erklärt.

## Architektur

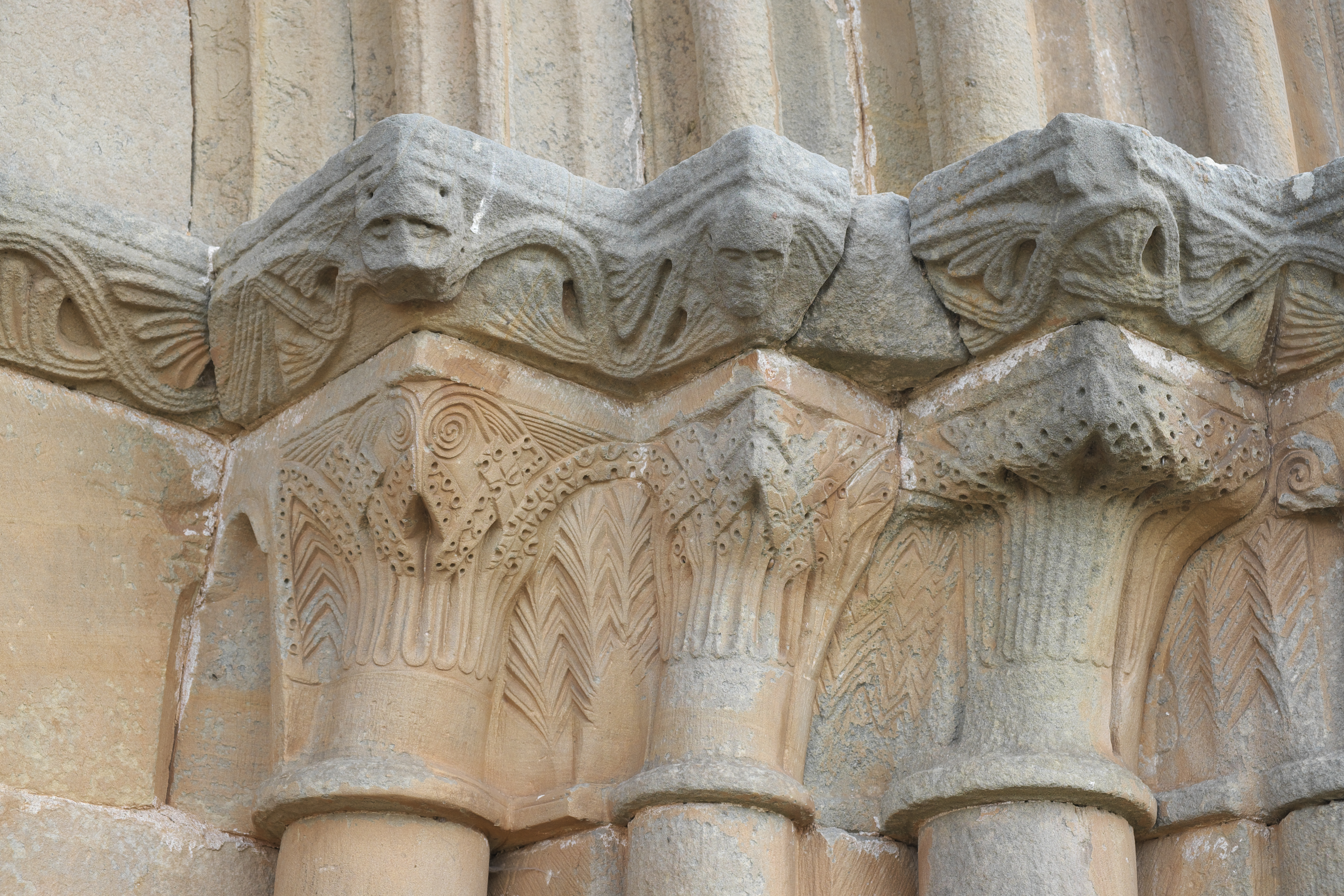
Kämpfer des Portals

Die Kirche ist aus regelmäßig behauenem Sandstein errichtet. Der heutige Glockenturm an der Westfassade wurde im 17. Jahrhundert erbaut. An der Nordseite öffnet sich, eingebettet in einen schmalen, überdachten Vorbau, ein leicht zugespitztes Portal mit vier Archivolten, die auf schlichten Kapitellen mit Kämpfern aufliegen. Letztere sind mit kleinen Köpfen, Tieren und Rankenwerk verziert.
Das einschiffige Langhaus mündet im Osten in einen rechtwinkligen Chor mit halbrunder Apsis. Zwei Dreiviertelsäulen gliedern die Außenmauer der Apsis in drei von je einem Rundbogenfenster durchbrochene Felder. Die Apsisfenster besitzen kunstvoll skulptierte Kapitelle. Auf einem Kapitell sind Harpyien mit phrygischen Mützen zu erkennen, ein anderes Kapitell zeigt den Sündenfall, auf einem Kämpfer ist die Schlange dargestellt. Das mittlere Apsisfenster ist in seinem Bogenfeld mit einem Tympanon besetzt, auf dem eine bärtige Figur mit ausgebreiteten Flügeln unter einem Zackenbogen dargestellt ist.

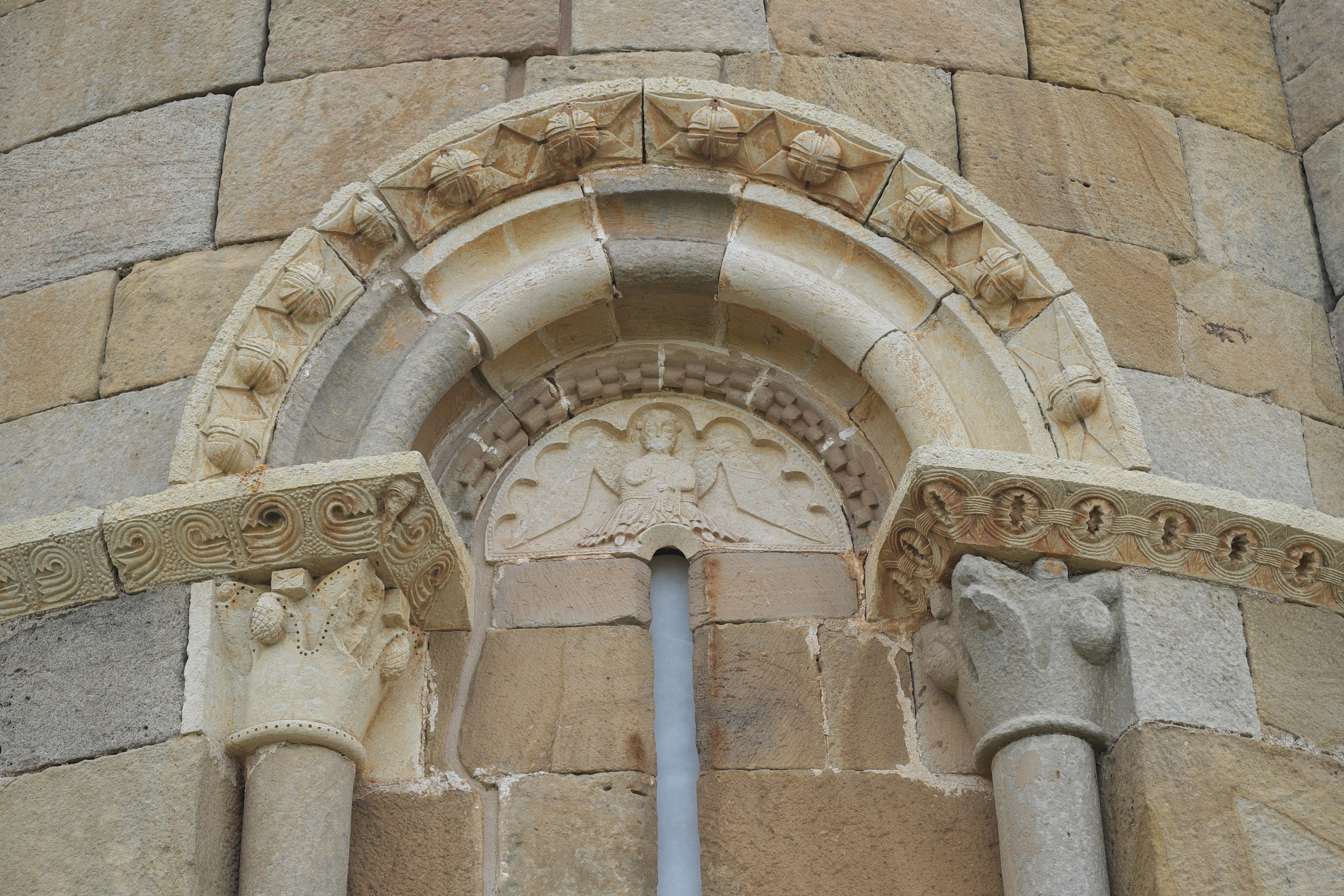
Mittleres Apsisfenster mit Tympanon
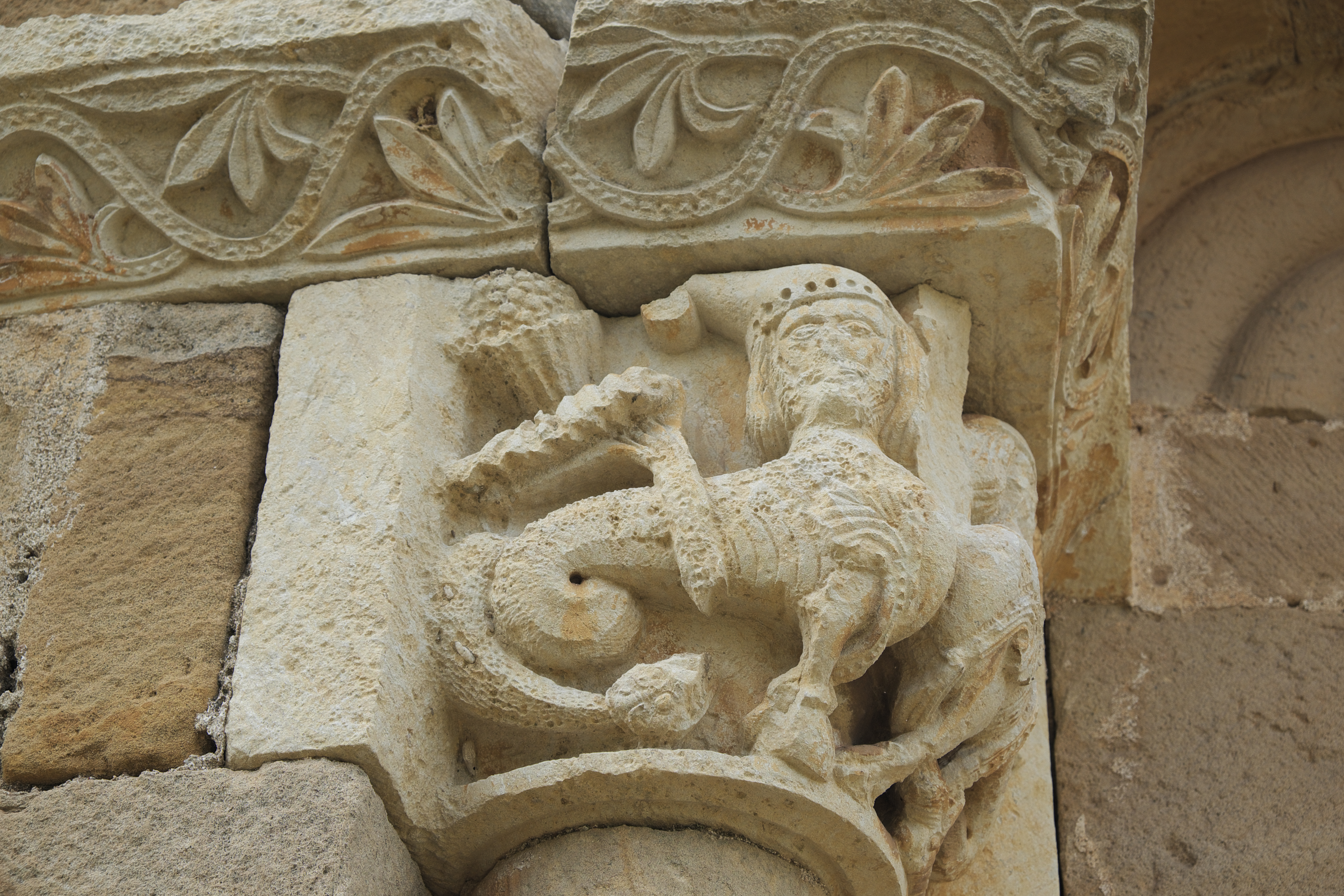
Harpyie mit phrygischer Mütze
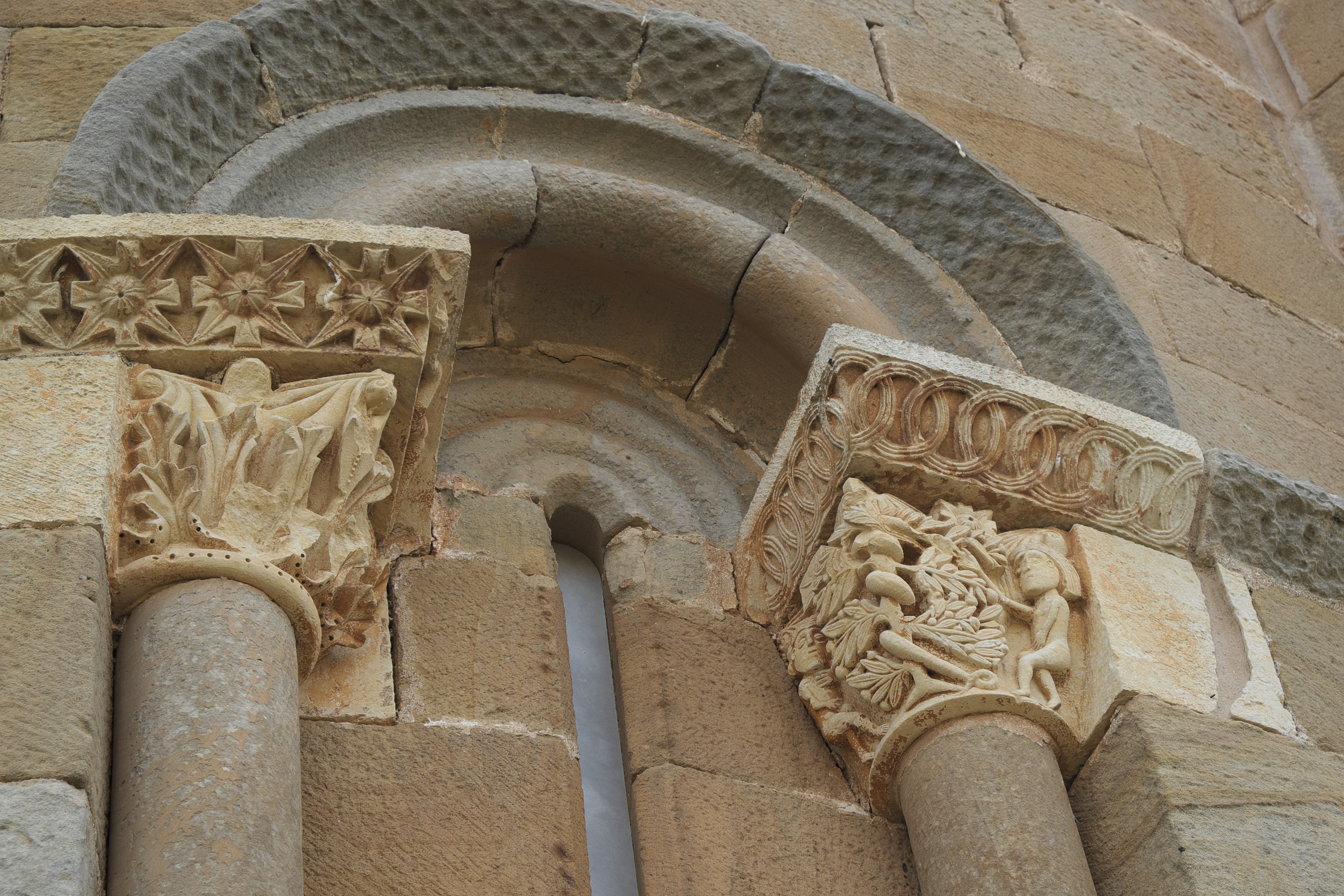
Adam und Eva
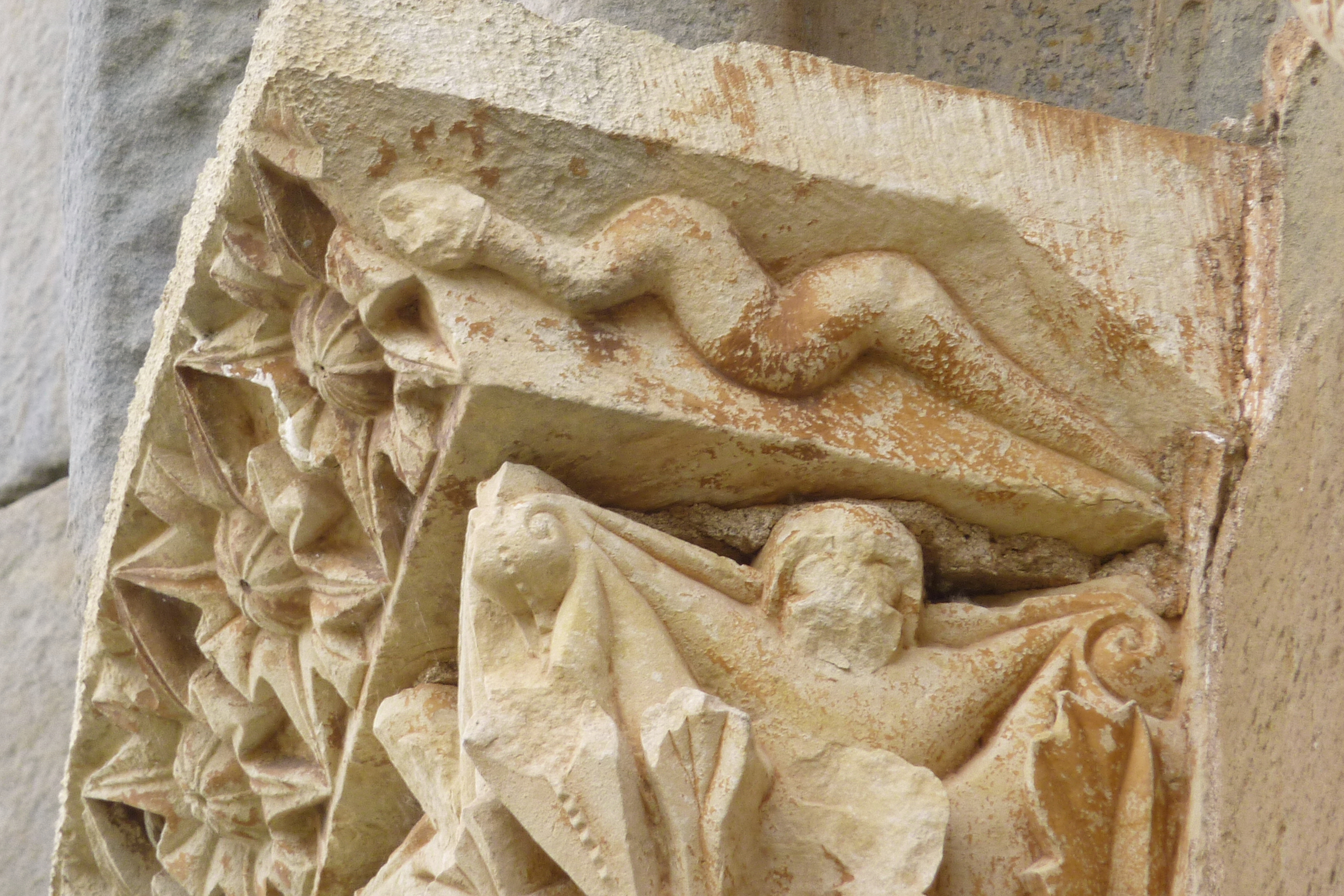
Kämpfer mit der Darstellung einer Schlange

## Wandmalereien
Die Wandmalereien der Kirche werden in das 13. Jahrhundert datiert. Die Apsiskalotte wird von einer Wandmalerei mit einer Pantokrator-Darstellung, von einer Mandorla umgeben, eingenommen. In den Zwickeln waren ursprünglich die Evangelistensymbole dargestellt, von denen nur noch der Löwe von Markus und der Stier von Lukas zu erkennen sind. Besser erhalten sind die Malereien an den Seitenwänden des Chores mit Szenen des Jüngsten Gerichts, der Höllenstrafen und der Seelenwägung des heiligen Michael.